# Rezerwat przyrody Nowe Wicko
Rezerwat przyrody Nowe Wicko – florystyczny rezerwat przyrody na obszarze pradoliny Łeby, położony na terenie gminy Wicko. Został ustanowiony w roku 1984 i zajmuje powierzchnię 24,45 ha (akt powołujący podawał 24,49 ha). Ochronie rezerwatu podlega zarastające jezioro eutroficzne z okolicznymi zbiorowiskami szuwarowymi i brzeziną bagienną. Występują tu również stanowiska roślin chronionych takich jak nerecznica grzebieniasta, woskownica europejska, porzeczka czarna i kruszyna pospolita.
Najbliższe miejscowości to Charbrowo i Wicko.